# 京樂春水
京樂春水（日语：／ Kyoraku Shunsui）為日本漫畫《BLEACH》的虛構人物。第一部劇情時，擔任護廷十三隊八番隊隊長。後於第二部劇情的千年血戰篇，接替在瀞靈廷守衛戰犧牲的總隊長山本元柳齋重國，成為領導護廷十三隊的繼任總隊長，也是史上第二任總隊長。

## 人物

### 外貌與性格
於劇情第一部時期，擔任護廷十三隊八番隊隊長，亦為「瀞靈廷通信集」連載愛情小說「薔薇色的小路」的作者。褐色微捲中長髮綁成馬尾狀（年少時期則是蓄著微捲的短髮），別著兩枚花式髮簪，身披繡有花紋的粉紅羽織外套，頭上常戴著簑笠，下顎蓄著些許鬍鬚。已過世的前任總番隊隊長山本元柳齋重國形容他「抵擋不了女性，舉止輕浮，但心思縝密，比任何人都了解人情世故，一旦戰鬥時便展露超群絕倫的力量」，是假面軍勢成員 矢胴丸莉紗的前任上司。據假面軍勢成員兼前任七番隊隊長愛川羅武的說法，京樂最大的壞習慣，就是喜歡半途殺進別人的打鬥；但春水本人則抱持「身為隊長，便不能被規矩牽制而放棄勝利」的理念，並認為任何人不論基於何種理由投入戰爭，只要戰爭正式開始的瞬間，所有參與戰爭的人們都背負著戰爭的罪惡。除此之外，春水練就了左右手都擅使長刀和短刀的本事，當他在戰場和敵人對戰的時候，會利用斬魄刀的攻擊範圍差距，朝對手發動襲擊，而且還能在實戰中及時調整攻擊距離，有時也會藉著拋出簑笠或羽織引開敵人的注意力，然後出其不意地偷襲對方。
喜歡酒饅頭但討厭抹茶，閒暇時喜歡逛酒館喝酒。和十番隊副隊長 松本亂菊是很要好的酒友。悠閒、隨和，喜好品酒的樣子，對副官兼姪女伊勢七緒很體貼，常常叫七緒「小緒緒」並老是在出場時撒花瓣，性好酒色，討厭工作，但擁有相當程度的洞察力，此一點特別獲老師山本元柳齋重國欣賞，稱呼老師作「山老頭」。和山本元柳齋重國、卯之花烈、浮竹十四郎同為少數擁有兩百年以上資歷的隊長。
作者在附錄特典集賦予京樂的關鍵詞為「舞」。

### 身世與經歷
全名「京樂 次郎 總藏佐 春水」，為上級貴族京樂家的次男，原本具備了擅長武藝的血統，但因為他討厭練習武功，老是四處閒晃，只好被強迫進入真央靈術院就讀。某日，年少時期的京樂趁著山本不注意的時候，悄悄地溜進後者的臥室，發現牆上掛著全身被烈焰包覆的山本的畫像，卻被隨後抵達現場的山本教訓了一頓，但還是好奇地詢問該幅畫作的內容，山本解釋那是很久以前在屍魂界陷入危機之際現身的「魔物」，這頭「魔物」的出現讓屍魂界陷入更險峻的局勢，並提到倘若這頭魔物再次現身時自己可能無法順利歸來；當時的京樂雖然無法理解山本訴說的故事的含意，然而他直到山本身故時仍銘記著這段往事。
春水自幼便和兄長相處不睦，直至兄長和伊勢家族（即七緒的母親）出身的女子結婚後，兄弟倆的緊張關係始獲得緩和，他亦開始頻繁地至兄嫂的住處玩耍休憩。然而，伊勢家族的成員向來有著「和家族女性成婚的男性將會英年早逝」的宿命，春水的兄長於婚後沒多久便撒手人寰，原本希望藉著婚後和娘家斷絕關係以終止該項宿命的七緒的母親，則因為嫁進貴族家的女性必須於丈夫過世後，不得和夫家有任何往來的規定，被遣送回娘家。為了保護女兒不被伊勢家族的詛咒影響，七緒的母親委託春水替她保管伊勢家族歷代守護的聖刃「八鏡劍」，春水亦允諾會保管該把刃，並遵守約定保護著七緒，之後七緒的母親被中央四十六室以遺失神器的罪名處決。
和十三番隊隊長浮竹十四郎同是山本總隊長的弟子，也是同一屆、互相信賴的朋友，兩人是頭兩名從真央靈術院畢業的護廷十三隊隊長。在110年前緊急隊長會議上，京樂隊長為了阻止大鬼道長握菱鐵齋親自去前線，自己派副隊長莉紗隨同平子真子等人去前線支援九番隊。結果莉紗反遭藍染陷害虛化沒能回來。京樂隊長一直愧疚此事，此後便更加保護著七緒，盡量不讓其戰鬥，但更重要的是為了要保護大哥的親生女兒七緒，報答七緒的母親（也就是其大嫂）對他的關懷，直至千年血戰篇時才將聖刃交還給七緒也是這個原因。

## 劇情表現

### 屍魂界拯救篇
初次登場是在時任總隊長山本元柳齋重國臨時召開的緊急隊長會議，當時的更木劍八和涅繭利，正為了時任三番隊隊長市丸銀擅自行動對付「旅禍（黑崎一護等人）」、卻沒有除掉對方的事情相互爭辯。雖然京樂並不認同前兩者當著山本總隊長的面前爭論的行徑，卻沒有出面制止涅繭利和劍八，並且在一護等人為了阻止朽木露琪亞的處刑而闖進瀞靈廷後，遵照山本總隊長的命令，回到自己的崗位，準備迎擊來犯的旅禍。
沒多久，京樂旋即遇上剛擊敗八番隊第三席円乗寺辰房的茶渡泰虎。最初，京樂為了營造登場時的氣氛，刻意讓身為副官的七緒待在樓上幫忙灑花瓣；豈料七緒後來竟將剩餘的花瓣全數傾倒在他的身上，還順勢拿起手邊的花籃，直接扔中他的頭部。京樂邀請茶渡和他共飲，卻不慎透露隊長們皆已出動的消息（動畫版則增加茶渡以「未成年不能飲酒」為由，回絕京樂邀請的對話橋段），堅持不肯讓茶渡離開現場，令擔心一護安危的茶渡為了救援夥伴，轉而率先對他發動攻擊。京樂在迫於不得已的情況下，使用白雷迎戰對手，手下留情只輕傷對方，卻透過七緒的轉告，得知時任五番隊隊長藍染惣右介遭人暗殺的消息（實為藍染利用斬魄刀「鏡花水月」的完全催眠能力，製造遭人暗殺的假象），遂認為茶渡可能和藍染遭人暗殺的事件有所關聯，趁著七緒企圖解決遭其重創倒地的茶渡泰虎的時候，以「女兒家不應該做這些事」為由，及時勸阻對方，並且聯絡四番隊成員將茶渡泰虎送到綜合救護診所接受治療。之後協助浮竹阻止露琪亞的行刑，因此向山本總隊長展開激戰，但最後因藍染叛亂一事而中斷。

### 破面篇
京樂與浮竹和七緒進行調查時，發現藍染曾經查閱有關王鍵製作的資料典籍，後與護廷十三隊抵達空座町對抗藍染為首的破面軍團，與十刃 No.1 史塔克展開激烈交戰，本來京樂因史塔克以無限虛閃填裝逼入絕境，意圖使用卍解反擊對方，但因為浮竹提醒京樂「你的卍解不適合在這種眾目睽睽的地方使用」，因而取消了使用卍解的念頭。當看到亂入的破面 汪達懷斯將浮竹穿膛時，春水頓時失去理智，向其砍去，但是卻被趁虛而入的史塔克從背後用虛閃擊落，身受重傷。然而身為前任副隊長的矢胴丸莉紗，立即發現春水只是為了迴避敵人的追擊，才刻意不動聲色地躺在地上，憤而用力踩向他的頭部，還當場吐槽京樂「別在那裡裝死！」，這才悠閒地睜開眼睛並重振旗鼓迎戰對手。最後京樂以『豔鬼』擊敗了史塔克，試圖利用『影鬼』創傷藍染未果，反而中了藍染的「完全催眠」，被藍染重創。
大戰過後，春水接受治療順利康復，與朽木白哉和更木劍八晉見山本前總隊長，得知許多護廷十三隊的隊長羽織失蹤一事，卻因為「隊長羽織是裝飾品」的言論惹來山本前總隊長的責罵。

### 代理死神消失篇
空座町大戰結束1年5個月後，春水跟著護廷十三隊所有正副隊長灌輸各自的靈壓，協助浦原喜助製成幫助一護恢復死神力量的靈刀，還在一護擊敗初代代理死神暨XCUTION領導人銀城空吾後，和諸位隊長（涅繭利和浮竹十四郎除外）主動迎接前來和山本總隊長商談銀城安葬事宜的前者。事後春水和浮竹在某處空地會面閒談，當他聊及一護在這次事件裡的表現時，還忍不住感慨「不論何時，年輕人的成長對老人而言，都耀眼得令人想別開視線」 。

### 千年血戰篇
星十字騎士團進攻屍魂界時，春水和其他護廷十三隊成員負責守衛瀞靈廷，反遭星十字騎士團成員「N」羅伯特·阿久特隆持槍重創成傷，失去右眼與半隻右耳，右邊的太陽穴亦因此留下傷疤。事後春水接受救護班的治療，開始配戴眼罩遮蔽失明的右眼，將護符戴在自己的胸前，於諸位隊長（留在綜合救護診所的卯之花烈、朽木白哉、更木劍八，以及當時試著協助黑崎一護修復斬魄刀的涅繭利除外）瞻仰山本總隊長遺留的斬魄刀時，制止碎蜂和狛村左陣的口角衝突，勉勵諸位隊長應繼續往前邁進以面對接下來的挑戰。並且在接受中央四十六室的命令，繼任一番隊隊長及護廷十三隊總隊長之職後，馬上欽點沖牙源次郎和七緒擔任一番隊副隊長。儘管春水知道曾任「初代劍八」的四番隊隊長 卯之花烈和更木劍八展開激烈決戰時，必有一方會在這場決鬥裡喪生，但因為顧及更木劍八的實力將會是戰勝無形帝國的關鍵，為了增強更木劍八的作戰實力，遂特地允許卯之花烈借用真央地下大監獄的空地，負責指導更木劍八進行武術訓練。
一護被零番隊成員二枚屋王悅派遣的實體化斬魄刀梅菈帶回靈王宮後，春水決定親自前往現世，告知有澤龍貴、淺野啟吾、小島水色必須和一護別離的消息。他告訴龍貴、啟吾、水色，一護為了守護屍魂界，進入屍魂界裡某個特殊的地方（靈王宮）展開修行，但由於顧慮到一護可能會帶著足以影響現世的力量歸來，屆時必須讓後者強制留在屍魂界，所以他才會基於道義方面的考量，親自抵達現世告知一護的親友這項消息，將作為屍魂界通行證明的通魂符分送給一護的親友。春水允諾會在一護回歸的時候，立刻告知對方在戰鬥開始之前先暫時待在現世，便在龍貴等人的目送下先行返回屍魂界。後於猶哈巴赫再次帶領星十字騎士團現身時，留守總隊長辦公室，聯同七緒和無形帝國皇帝輔佐兼星十字騎士團長「B」雨葛蘭·哈斯沃德互相對峙。
後來，猶哈巴赫率領石田雨龍、雨葛蘭·哈斯沃德及親衛隊進攻靈王宮，重創零番隊成員，春水則在和浮竹會談後，偕同其餘尚能作戰的護廷十三隊正副隊長們集合至浦原喜助及四楓院夜一之弟 夕四郎的所在處，準備闖進靈王宮作戰的事宜，孰料猶哈巴赫竟運用自身能力，令一護體內的滅確師力量覺醒並斬殺靈王，春水因而前往地下監獄最底層「無間地獄」會晤藍染，告知屍魂界即將崩壞一事，讓藍染在套著涅繭用來拘束靈壓的儀器的狀態下，離開地下監獄抵達地面，欲利用其靈壓對抗敵方。險遭星十字騎士團成員「U」納納納·納賈庫普襲擊之際，僥倖存活的星十字騎士團成員「H」巴茲比出手擊殺納納納，會同僥倖生存的「G」莉托托·蘭帕朵和「Z」吉賽爾·茱愛兒向春水提出帶他們前往靈王宮殺死猶哈巴赫的交換條件，協助護廷十三隊創造通往靈王宮的門。
護廷十三隊正副隊長、假面軍勢、浦原喜助、巴茲比等人合力創造通往靈王宮的門並抵達目的地，卻發現猶哈巴赫已將靈王宮改造成真世界城，春水則率領護廷十三隊正副隊長直攻真世界城的中心。當「X」利捷·巴羅在遠處持槍襲擊時，反用能力「不倒翁倒了」欺騙對方自己被擊中，藉此瞬移至敵方背後砍斷了利捷的槍，隨後與對方展開交戰。在被利捷的滅卻師完聖體「神之裁決」重創後，隨即發動卍解「花天狂骨·枯松心中」反重創對方，並與對方一同掉進「斷魚淵」，直到其中一方的靈壓耗盡為止，並使出「糸切鋏血染喉」割開利捷的喉嚨和頭部炸毀，就在以為結束戰鬥因而和自己具現化的斬魄刀「花天」交談時，反而遭到未死的利捷貫穿腹部。招式用盡的京樂繼續逃跑，但也因為再度遭到重創而陷入危機。此時其副隊長七绪出現，表明已經發現京樂和七緒母親約定的事，並要求京樂使用自己的斬魄刀「八鏡劍」。京樂委託自己具現化的斬魄刀「狂骨」將「八鏡劍」交給七緒，離開自己斬魄刀創造出來的黑色空間，挺身保護和利捷交戰的七緒，最後兩人一同讓八鏡劍發動能力，反射利捷使出的「神之喇叭」發出的攻擊，因而讓利捷被自己的攻擊擊中而變成無數碎片分身。事後京樂因為過度疲憊而不支倒地。

### 結局篇
無形帝國戰役落幕十年後，春水帶著酒至浮竹的墳前飲酒致意，感慨自己直至接替已故的導師山本成為繼任總隊長，才體會山本統領護廷十三隊的用心良苦和長久以來背負的重責，並偕同七緒出席主持新任隊長就職典禮。

### 獄頤鳴鳴篇
無形帝國戰爭落幕十二年後，春水帶領眾死神主持護廷十三隊前任總隊長山本元柳齋重國、前任四番隊長卯之花烈、前任十三番隊長浮竹十四郎的魂葬禮祭，順勢和露琪亞透過戀次邀請一護出席浮竹的魂葬禮祭。儀式籌備期間說明死神們舉辦魂葬禮祭的緣由，其實是將靈力過強而在死後無法回歸靈界的死神魂魄轉移至地獄的做法。另一方面，被轉化成地獄獄卒的破面NO.8薩爾阿波羅從地獄現身至現世攪局，當面嘲諷死神們舉行魂葬禮祭實為讓往生的死神們靈魂墜入地獄、其靈壓造成地獄失去制衡的舉動，被浮竹從地獄使用「雙魚理」貫穿身軀後返回地獄。令得知真相的一護和眾死神為之驚愕。

## 斬魄刀
斬魄刀『花天狂骨』（花天狂骨（かてんきょうこつ））
與十三番隊隊長浮竹十四郎和黑崎一護的斬魄刀是在屍魂界中僅有的三把成對的斬魄刀。而其中只有「花天狂骨」是在未解放狀態就是兩把刀。

### 始解
解放前是一般大小的兩把斬魄刀，解放後變成一長一短（太刀與脇差）的兩把青龍刀。兩把斬魄刀的名稱分別為長刀的「花天」和短刀的「狂骨」。
能力是將兒童的遊戲變成對戰規則，只要踏進花天狂骨的靈壓範圍，就會強制性參加遊戲，且一切所有的規矩由花天狂骨定下。
得勝者可生存，落敗者則死亡，即使是他的主人春水也是如此。
春水的斬魄刀能力，無論是始解還是卍解，都是一種絕對規則的制定。也就是將遊戲化作現實，來強行改變自然規律。雖然規則看起來是公平的，但是致勝點在於春水本身的強大和對遊戲的熟悉與掌控。此能力的可怕之處在於無視一切力量差距和能力類型，強行將戰鬥更改為自身熟悉和擅長的方式。在對敵範圍大小、強制性高低、規則無理取鬧程度上，任何斬魄刀都無法與春水相提並論。
其實狂骨是花天所「創造」出的孩子，是為了要隱藏伊勢家的神刀－「八鏡劍」才這麼做。
解放語『花風紊亂、花神鳴啼、天風紊亂、天魔嗤笑、花天狂骨！』

「五鬼遊戲」：春水的能力起源自日本傳統的兒童五鬼遊戲，名字分別叫踩高高、揪影子、猜顏色、追迷藏和賭魔王。現已出現四種（賭魔王尚未出現），對應春水使用的「嶄鬼」、「影鬼」、「艷鬼」和「不倒翁倒了」。
| 招式（能力）名稱        | 簡介 |
| ----------------------- | --- |
| 能力『嶄鬼』 （嶄鬼（たかおに））       | 「站的越高的人獲勝。」 所處位置高的一方能增強攻擊威力。京樂曾試圖以此招作出致命一擊，但被史塔克的虛閃抵銷了。 |
| 能力『影鬼』 （影鬼（かげおに））       | 「影子被踩的一方敗北。」 影子被佔據的一方，其影子所受到的攻擊會轉化為現實襲擊本體。京樂通常是在對方毫無察覺的情況下，整個人躲藏在對方的影子裡進行攻擊。此招由於速度快、難閃躲，目前只有事前掌握到死神戰鬥資料的「X」利捷·巴羅能第一次就躲過這招。 |
| 能力『豔鬼』 （艶鬼（いろおに））       | 「砍到自己說的顏色的人獲勝。」 只要說出口的顏色被對方砍中就會受到損傷，顏色為雙方可砍的地方。對自己而言，風險越高的顏色能給予對方的傷害就越大，例如自己是穿白色的衣服，而白色是身上最多的顏色，砍對手時就會有最大的攻擊力，但同時自己被對手砍到時的風險也就最高；反之，即使是重擊，若對應的顏色不對，即使是足以斷肢的巨大傷害，造成的傷口依然很小。倘若範圍內的對象脫去身上的部分衣物，也會影響各自的攻擊力和能夠攻擊的地方；與史塔克戰鬥中京樂身上沒有灰色，所以給予袖口上有灰色的史塔克傷害十分小，本應該把手切了的攻擊只有小小的切口，但此時自己也同樣不會受到太大傷害，最後京樂以死霸裝迎戰，全身黑色的他說出對自己傷害最大的黑色，正因如此給予史塔克黑色的虛洞極大的傷害。 |
| 能力『不倒翁倒了』 （だるまさんがころんだ） | 「被抓到的人敗北。」 該遊戲形似於「一二三木頭人」，遊戲有三點要求：一、鬼必須待在參加者視線範圍內；二、若參加者被鬼看見在活動，就算輸；三、參加者若在被鬼看見之前觸碰到了鬼就算贏。開始這遊戲時，京樂能看到「鬼」（敵人）放出的靈壓軌道上並以最短距離移動，同時將自己的靈壓固定於一處製造殘像，讓「鬼」看見不動的自己，只要「鬼」的靈覺越強，其看到的殘像也會很強烈，但若是被「鬼」察覺是殘像並找到本體的位置，等同自己輸了這場遊戲。 |
| 技『不精獨樂』 （不精独楽（ぶしょうごま)）     | 身體像陀螺藉勢旋轉，以雙刀的劍波產生螺旋形狀的的龍捲風，鋪天蓋地般把對手封殺在裏面、讓敵人被尖銳的風刃割裂身軀。「不精獨樂」在日文原意指一種沒有軸心底部突出的陀螺。 |
| 技『影送』 （影送り）         | 「影鬼」的延伸技。讓對方看到自己的影子後將殘像映射到其他地方，只要對方的靈覺越強，其看到的殘像也會很強烈，產生的數量可以到6個以上。 |
| 技『打勾勾』 （指切）   | 「約好再一起玩」 始解的延伸技。對付口吐虛言的敵人或拷問情報時使用，發動後敵我雙方均不得說謊，第一次違反手指會無法動彈、再犯時全身骨頭將會麻痺、第三次說謊時五臟六腑將持續承受針刺般的劇痛。日文原意為小孩子約定再一起玩時喊的誓言「指切拳萬」。 |

### 卍解

卍解「花天狂骨·枯松心中」

屍魂界拯救篇對上茶渡泰虎時，即使對方身為旅禍，京樂對付他時也未曾施展卍解。
破面篇時對抗十刃No.1 柯雅泰·史塔克時本欲使用卍解，但被浮竹以「你的卍解不適合在有人的地方使用」為由制止。
在千年血戰篇，對上「X」利捷·巴羅時首度使用卍解，該次使用卍解時也是遠離人群，不讓其他人被自己的能力所波及，不過卍解釋放出的靈壓仍會讓遠處的人們感到不寒而慄 。
- 【卍解】『花天狂骨·枯松心中』（かてんきょうこつからまつしんじゅう）

「黑松心中」為連載誤植，並於次號修改。千年血戰篇中初次使用。使用卍解之時，京樂會將雙刀插在地面藉此來發動卍解。發動卍解的京樂，斬魄刀的刀身不會有所變化；京樂背後會出現一個由不知名物質構成的女性黑影（隨後女性黑影會消失），並從插入地面的雙刀延伸出數棵黑色的松樹以及松葉，廣域性的釋放出靈壓，覆蓋範圍天色變得昏暗、並帶有令人感到悲痛寂寞的寒氣。
能力猜測為「將曾經發生的的悲劇再次在敵人身上重現」，而京樂本人也要承擔相同的風險。相較於始解的「把兒童遊戲化為現實」，卍解可以說是「成人戲劇的現實化」。
發動能力的代價就是使用者春水必定得參與，背負著巨大的風險，但在春水遠遠敵不過對方的狀態下使用時有很大的把握扭轉戰局。只要踏進花天狂骨·枯松心中的靈壓範圍就會強制性參加此遊戲，依照花天狂骨·枯松心中定下的規矩。
卍解下的招式分成好幾幕，每一幕的招式都息息相關，且前幾幕造成的傷害都會持續地累積下去，直到遊戲結束為止。目前京樂展現了四階段的招式。由於比起始解的影響層面更廣且威力更強，甚至可能會波及到己方的其他人，因此京樂不到緊要關頭便不會使用此卍解。
| 招式（能力）名稱              | 簡介 |
| ----------------------------- | --- |
| 第一幕『躊躇傷分合』 （躊躇疵分合(ためらいきずのわかちあい)）     | 「對手身上所負的傷，會彷彿分擔般也浮現在自己的身上。」 將受到的傷害原原本本分享給對方，但在之前受過的傷並不會治愈或消失。 此前沒有對他人造成傷害，便不會使自己受到反饋。 |
| 第二幕『慚愧之褥』 （慚傀の褥(ざんきのしとね)）       | 「後悔讓對手負傷的男人，因慚愧之情臥床，罹患不治之症。」 給予傷害的人會罹患不治之症，全身布滿不規則的大量黑點，眼、鼻也會不斷地流出血液。 此前沒有對他人造成傷害，便不會使自己染上疾病。 |
| 第三幕『斷魚淵』 （断魚淵(だんぎょのふち)）         | 「做好覺悟的兩人，一同投身於湧出的水中，直到彼此靈壓消耗殆盡。」 以靈壓創造出超大範圍的深色水體，不論敵我、只要處在遊戲範圍內的人就會強制性的被拖入深水裡面，直到一方靈壓耗盡為止。 若是受到前兩幕的累積傷害，通常無法在第三幕中持續太久的時間。 |
| 終焉之段『糸切鋏血染喉』 （糸切鋏ち染喉(いときりばさみちぞめののどぶえ)） | 「女人之情無比殘酷，對囂鬧的男人不聞不問，在他喉嚨閃耀光芒的，是浸滿依戀的白絲，至少以這雙手斬斷捨棄，雜亂地纏繞著的，依戀之絲，於此作結。」 雙手將剛才握住的斬魄刀放回刀鞘，將食指和中指併攏並將靈子凝聚於指尖上，形成白色絲狀的靈子細線，將這些絲線來回旋轉並纏繞在對手的頸部。隨後揮動手臂，將絲線一口氣凝聚後釋放、瞬間斬斷對手的頸部。被斬斷的頸部傷口會湧出大量的球狀靈子並引發大爆炸，藉此一擊重創、炸掉敵方的喉嚨和頭部。 |
卍解名字起源
1. 卍解名字中的「枯松」，在日本為歌舞伎等舞台的後方，放置的羽目板上經常刻畫的黑色松葉。繪有黑色松葉的羽目板，也稱為「松羽目」。
2. 在日文中，「心中」有兩種意思。第一種是指「情侶一同殉情」的行為，第二種是指「二人以上的集體自殺」。
3. 第一幕『躊躇傷分合』：招式名稱來源「躊躇い傷」，是指雖然企圖用刀等來自殺，但遲遲躊躇不得下恨手，而在身體上殘留的不致命的傷。日文中「分合」的意思是分擔，也就是「共苦」的意思。一同自殺的序幕，就從一同分擔單方企圖自殺而受的傷痛拉開。
4. 第三幕『斷魚淵』：招式名稱來源為一處名叫「斷魚渓」的溪谷，位於日本島根縣。而這名字的來源，正是因為其下流的神樂淵中存在一處「斷魚の淵」，溪中的香魚本有在春季溯流而上的習性，卻因「斷魚の淵」的存在而不得上溯，因此得名。

### 實體化
花天狂骨
- 太刀「花天」（聲優：藤村步、小清水亞美（千年血戰篇）（日本）；馮嘉德（台灣））
- 脇差「狂骨」（聲優：嶋村侑（日本）；錢欣郁（台灣））

動畫斬魄刀異聞錄番外篇中實體化之後的花天狂骨實體化分為兩個，太刀花天是右眼被眼罩遮住，留著齊瀏海，綁成雙髮辮的紫色頭髮，頭戴醒目的骷髏髮飾，花魁裝扮的成熟女子。和京樂春水一樣，喜歡喝酒賞花，偏好華麗繽紛的遊戲，稱呼春水為「總藏佐」。
脇差狂骨則是留著斜瀏海的紫色短髮，左眼被瀏海覆蓋，配戴黑色面罩，身著刺客般的輕便服裝，沉默寡言的少女。面對敵人就像是在玩耍，不殺敵人，只是像貓戲弄老鼠一般玩弄對手，偏好看似單純實則殘忍的遊戲，後被七緒開導，經常帶在身邊。擅長隱藏與追蹤，亦能將春水希望收藏保管的事物藏於體內，只有春水下達指令時才會取出保管的事物。
花天與狂骨先後於漫畫第649話和第650話登場，春水於漫畫第651話道出太刀「花天」為了保管伊勢家族守護的八鏡劍，才會誕下脇差「狂骨」，直至七緒懇求才將八鏡劍交還給她。
當春水和實體化的兩者交流時，則會用「花」與「狂」來暱稱實體化的花天和狂骨。
動畫斬魄刀異聞錄番外篇中，曾經與雙魚理、肉雫唼一同封印山本總隊長。
名字起源「狂骨」
日本傳說百鬼之一。是居住在古井中的妖怪，在深夜的時候出現，對路人說“喝水吧”，如果按照他的意思喝了水，他就會消失；如果拒絕，他就會扭動全身開始跳舞，而看到了舞蹈的人會立刻發狂投井而死。

## 技能與招式

### 鬼道
| 招式名稱            | 簡介 |
| ------------------- | --- |
| 破道之七十八 斬華輪 | 從施術者的身邊釋出一道環形的光輪利刃，可在觸及對手的瞬間造成斬擊傷害，其威力甚至足以摧毀一棟建築物的頂端。春水曾於千年血戰篇對處於完聖體狀態的利捷·巴羅施展此技，但對後者絲毫不起作用。 |

### 其他技能
| 招式名稱   | 簡介 |
| ---------- | --- |
| 「撞指」   | 將力道積蓄於指尖，可在觸及對手的瞬間將其彈飛，春水曾於屍魂界拯救篇施展此技制止茶渡泰虎。                                                                                                 |
| 「双刀流」 | 先用斬速更快，善於防禦的短刀玩弄敵人，再用重量較大，善於攻擊的長刀給敵人致命傷。此技的精髓在於巧妙地利用雙刀的攻擊範圍之差。春水的雙手都會使用長刀或短刀，攻擊距離可以在實戰中瞬間調整。 |
| 「誘襲」   | 扔出斗笠、羽織或其他東西阻擋敵人視線，再趁機攻擊敵人要害。有時春水會在敵人說話時突然發動攻擊，或者在敵人將注意力停留在他人身上時突然發動攻擊，其實就是偷襲。                             |
| 「勸酒」   | 春水隨身帶著酒壺，遇到敵人時就請對方喝酒，目的是拖延時間或將其灌醉，茶渡泰虎曾拒絕春水的邀請，春水與浮竹在249年前捉拿痣城劍八時，勸酒也遭到痣城的拒絕。                                  |

遊戲原創技
| 招式名稱   | 簡介                            |
| ---------- | ------------------------------- |
| 「影法師」 | PS3 《死神：靈魂爆破》 原創技。 |

## 備註
1. ↑  1.漫畫第559章因為作者的筆誤，以至於該章的春水再度恢復成失去右眼前的模樣。而在漫畫第605章京樂遇見浮竹討論靈王宮之戰時，京樂也再次於斗笠下露出了完好的雙眼，然而在漫畫第649章和實體化的太刀花天交流期間，京樂卻向花天表示自己「目前僅剩下這隻左眼」，出現設定矛盾的狀況。